# Daemonorops ingens
Daemonorops ingens är en enhjärtbladig växtart som beskrevs av John Dransfield. Daemonorops ingens ingår i släktet Daemonorops och familjen Arecaceae. Inga underarter finns listade i Catalogue of Life.